# Children’s Online Privacy Protection Act
Children’s Online Privacy Protection Act (COPPA) – amerykańska ustawa, weszła w życie 21 kwietnia 2000 roku. Głównym jej celem jest ochrona prywatności i sposób zbierania danych osobowych dzieci – zarówno amerykańskich jak i spoza Stanów Zjednoczonych – poniżej trzynastego roku życia, które są użytkownikami serwisów internetowych lub innych usług (zarejestrowanych w Stanach Zjednoczonych) do nich bezpośrednio adresowanych, lub innych serwisów, o ile dysponują one „wiedzą”, że gromadzą dane osobowe dzieci poniżej trzynastego roku życia.
COPPA ma zastosowanie w odniesieniu do stron internetowych organizacji i komercyjnych przedsiębiorstw handlowych. Zgodnie z ustawą COPPA w witrynach świadomie gromadzących informacje o dzieciach w wieku poniżej 13 lat musi znajdować się informacja o tym, jakie dane i w jakim celu są gromadzone. 
W wielu przypadkach gromadzenie, korzystanie i ujawnianie informacji o dzieciach w witrynie internetowej wymaga zgody rodziców lub zgody witryny internetowej. Przed wydaniem zgody na korzystanie z danej witryny należy dokładnie zapoznać się z oświadczeniami o zasadach zachowania poufności informacji.

## Przykładowe informacje, jakie powinny zawierać witryny internetowe
Zgodnie z naszą polityką nie gromadzimy w sposób zamierzony informacji pochodzących od dzieci poniżej 13 roku życia poza wyjątkami, kiedy pozwala nam na to wyraźna zgoda jednego z rodziców lub opiekunów dziecka. Zachęcamy rodziców/opiekunów dzieci poniżej 13 roku życia do regularnego kontrolowania i monitorowania tego, w jaki sposób korzystają one z poczty elektronicznej i innych programów działających on-line. Zgodnie z Prawem o Ochronie Prywatności Dzieci w Internecie, wszyscy użytkownicy
a) którzy przedstawiają się jako dziecko w wieku poniżej 13 lat (lub mamy powody podejrzewać, że mogą mieć mniej niż 13 lat, ponieważ sekcja strony, którą odwiedza użytkownik, jest adresowana do dziecka w takim wieku,
b) którzy podadzą Dane Osobowe w celu zgłoszenia swojego udziału w konkursie i zakładach lub otrzymują od nas informacje, będą musieli również podać adres e-mail swojego rodzica lub opiekuna. Administrator strony www prześle na taki adres e-mail informujący rodzica lub opiekuna, że ich dziecko przekazało nam swoje dane osobowe. Zawiadomienie zawiera instrukcje dla rodzica lub opiekuna na temat tego, jak można zapoznać się z przekazanymi danymi lub usunąć przekazane przez dziecko informacje. Firma nie gromadzi danych osobowych pochodzących od dzieci poniżej 13 roku życia w celach innych niż przesłanie im informacji, o które proszą lub umożliwienia im udziału w zakładach i konkursach.